# Moon Girl e Devil Dinosaur
Moon Girl e Devil Dinosaur (Marvel's Moon Girl and Devil Dinosaur) è una serie animata statunitense basata sugli omonimi personaggi della Marvel Comics, la serie segue Lunella Lafayette e il suo compagno Devil Dinosaur.
La serie è prodotta dalla Disney Television Animation, Marvel Animation e Cinema Gypsy Productions. Le serie è stata trasmessa su Disney Channel e pubblicata su Disney+ dal 2023 al 2025.

## Episodi
Prima stagione
| nº | Titolo originale           | Titolo italiano                        | Diretto da                      | Scritto da                                | Prima TV USA     | Pubblicazione Italia |
| -- | -------------------------- | -------------------------------------- | ------------------------------- | ----------------------------------------- | ---------------- | -------------------- |
| 1  | Moon Girl Landing          | Atterraggio Moon Girl                  | Trey Buongiorno e Christine Liu | Jeffrey M. Howard e Kate Kondell          | 10 febbraio 2023 | 28 giugno 2023       |
| 2  | The Borough Bully          | Il bullo di quartiere                  | Trey Buongiorno                 | Halima Lucas                              | 11 febbraio 2023 | 28 giugno 2023       |
| 3  | Run the Rink               | Corri in pista                         | Ben Juwono                      | Jeffrey M. Howard e Kate Kondell          | 18 febbraio 2023 | 28 giugno 2023       |
| 4  | Check Yourself             | Messa alla prova                       | Rodney Clouden e Ben Juwono     | Maggie Rose                               | 18 febbraio 2023 | 28 giugno 2023       |
| 5  | Hair Today, Gone Tomorrow  | Chioma ribelle                         | Christine Liu                   | Lisa Muse Bryant                          | 25 febbraio 2023 | 28 giugno 2023       |
| 6  | The Beyonder               | L'Arcano                               | Ben Juwono e Samantha Suyi Lee  | Halima Lucas                              | 25 febbraio 2023 | 28 giugno 2023       |
| 7  | Goodnight, Moon Girl       | Buonanotte, Moon Girl                  | Christine Liu                   | Liz Hara                                  | 25 marzo 2023    | 28 giugno 2023       |
| 8  | Teacher's Pet              | Il cucciolo della maestra              | Trey Buongiorno                 | Taylor Vaughn Lasey                       | 11 marzo 2023    | 28 giugno 2023       |
| 9  | Skip Ad...olescense        | Salta l'adolescenza                    | Samantha Suyi Lee               | Halima Lucas                              | 18 marzo 2023    | 28 giugno 2023       |
| 10 | Moon Girl's Day Off        | Il giorno libero di Moon Girl          | Trey Buongiorno                 | Liz Hara e Lisa Muse Bryant               | 4 marzo 2023     | 28 giugno 2023       |
| 11 | Like Mother, Like Moon Gir | Tale madre, tale Moon Girl             | Samantha Suyi Lee               | Samir Barrett, Sixiao Tang & Yunhao Zhang | 1º aprile 2023   | 28 giugno 2023       |
| 12 | Today, I Am a Woman        | Oggi, sono una donna                   | Christine Liu                   | Maggie Rose                               | 8 aprile 2023    | 28 giugno 2023       |
| 13 | Devil On Her Shoulder      | Il diavolo sulla spalla                | Christine Liu                   | Taylor Vaughn-Lasley                      | 15 aprile 2023   | 13 settembre 2023    |
| 14 | Coney Island, Baby!        | Coney Island                           | Trey Buongiorno                 | Liz Hara                                  | 22 aprile 2023   | 13 settembre 2023    |
| 15 | OMG Issue #1               | La Moon Girl originale (prima parte)   | Trey Buongiorno                 | Taylor Vaughn-Lasley e Liz Hara           | 29 aprile 2023   | 13 settembre 2023    |
| 16 | OMG Issue #2               | La Moon Girl originale (seconda parte) | Taylor Vaughn-Lasley e Liz Hara | Christine Liu                             | 6 maggio 2023    | 13 settembre 2023    |

Seconda stagione
| nº | Titolo originale              | Titolo italiano                             | Diretto da | Scritto da | Prima TV USA     | Pubblicazione Italia |
| -- | ----------------------------- | ------------------------------------------- | ---------- | ---------- | ---------------- | -------------------- |
| 1  | The Great Beyond-er!          | IL GRANDE BEYONDER!                         |            |            | 2 febbraio 2024  | 19 giugno 2024       |
| 2  | Suit Up!                      | Cambio di tuta!                             |            |            | 2 febbraio 2024  | 19 giugno 2024       |
| 3  | Belly of the Beast            | La pancia della bestia                      |            |            | 10 febbraio 2024 | 19 giugno 2024       |
| 4  | Ride or Die                   | FAI UN GIRO O MUORI!                        |            |            | 10 febbraio 2024 | 19 giugno 2024       |
| 5  | Kid Kree                      | Kid Kree                                    |            |            | 17 febbraio 2024 | 19 giugno 2024       |
| 6  | Wish-Tar                      | L'avvera-Desideri                           |            |            | 17 febbraio 2024 | 19 giugno 2024       |
| 7  | Make It, Don’t Break          | Crealo, non distruggerlo!                   |            |            | 24 febbraio 2024 | 19 giugno 2024       |
| 8  | The Devil You Know            | Il devil che conosci                        |            |            | 24 febbraio 2024 | 19 giugno 2024       |
| 9  | Dog Day-Mid Afternoon         | Quella metà Pomeriggio Di Un Giorno Da cani |            |            | 2 marzo 2024     | 17 luglio 2024       |
| 10 | In the Heist                  | Furto A Museo                               |            |            | 2 marzo 2024     | 17 luglio 2024       |
| 11 | Roller Jam!                   | Roller Jam!                                 |            |            | 9 marzo 2024     | 17 luglio 2024       |
| 12 | Dancing With Myself           | Ballando con me stessa                      |            |            | 9 marzo 2024     | 17 luglio 2024       |
| 13 | Family Matters                | Affari di famiglia                          |            |            | 16 marzo 2024    | 23 ottobre 2024      |
| 14 | The Molecular Level           | Livello molecolare                          |            |            | 16 marzo 2024    | 23 ottobre 2024      |
| 15 | Moon Girl, Grounded           | Moon Girl in castigo                        |            |            | 6 febbraio 2025  | 12 marzo 2025        |
| 16 | Ride Along                    | Moon Girl e Jazzy J                         |            |            | 6 febbraio 2025  | 12 marzo 2025        |
| 17 | Lava Actually                 | Lava Actually                               |            |            | 15 febbraio 2025 | 12 marzo 2025        |
| 18 | Full Moon                     | Luna piena                                  |            |            | 15 febbraio 2025 | 16 aprile 2025       |
| 19 | To Intervention and Beyond-er | Oltre Beyonder                              |            |            | 22 febbraio 2025 | 16 aprile 2025       |
| 20 | Crushed                       | La cotta                                    |            |            | 22 febbraio 2025 | 16 aprile 2025       |
| 21 | A Devil-ish Birthday          | Un compleanno devil-diavolesco              |            |            | 1 marzo 2025     | 16 aprile 2025       |
| 22 | Party Girl                    | La festaiola                                |            |            | 1 marzo 2025     | 16 aprile 2025       |
| 23 | Guess Who's Coming to Dinner  | Indovina chi viene a cena                   |            |            | 8 marzo 2025     | 16 aprile 2025       |
| 24 | Shoot for the Moon            | Punta alla luna                             |            |            | 8 marzo 2025     | 16 aprile 2025       |

## Personaggi e interpreti
- Lunella Lafayette / Moon Girl, doppiata da Diamond White in inglese e Sara Labidi (dialoghi) e Ilaria De Rosa (canto) in italiano: una giovane ragazza estremamente dotata, che accidentalmente porta Devil Dinosaur nella New York del presente[7].
- Devil Dinosaur, doppiato da Fred Tatasciore: un tirannosauro rosso teletrasportato nella New York del presente da Lunella[7].
- Mimi, doppiata da Alfre Woodard in inglese e Antonella Giannini in italiano: la nonna di Lunella[7].
- Pops, doppiato da Gary Anthony Williams in inglese e da Jonis Bascir in italiano: il nonno di Lunella.
- Andria, doppiata da Sasheer Zamata in inglese e Valentina De Marchi in italiano: la madre di Lunella[7].
- James Jr., doppiato da Jermaine Fowler in inglese e Ezzedine Ben Nekissa in italiano: il padre di Lunella[7].
- Casey, doppiata da Libe Barer in inglese e Agnese Marteddu in italiano: la manager e miglior amica di Lunella[7].
- Maris Morlak, doppiato da Wesley Snipes in inglese e da Stefano Mondini in italiano: ex-collaboratore di Mimi, capo dell'Enclave e antagonista principale nella prima stagione.
- Beyonder, doppiato da Laurence Fishburne in inglese e da Massimo Corvo in italiano: avversario di Lunella e Devil Dinosaur[7].
- Molecule Man, doppiato da Edward James Olmos in inglese e da Gianpaolo Caprino [8] in italiano: uno dei maggiori antagonisti di Lunella nella seconda stagione.
- Kid Kree, doppiato da Xolo Maridueña in inglese e da Francesco Ferri in italiano: alias Mel-Varr, altrimenti noto come Marvin Ellis, è un kree disceso sulla Terra per combattere contro Moon Girl ma che alla fine, scoprendo di essere entrambi dei geni, finisce col farci amicizia.

Tra i doppiatori ricorrenti e ospiti sono stati annunciati Utkarsh Ambudkar, Indya Moore, Craig Robinson, Gideon Adlon, Pamela Adlon, Anna Akana, Ian Alexander, Alison Brie, May Calamawy, Andy Cohen, Wilson Cruz, Daveed Diggs, Asia Kate Dillon, Luis Guzman, Maya Hawke, Jennifer Hudson, Mae Jemison, Josh Keaton, Method Man, June Diane Raphael, Paul Scheer e Cobie Smulders.

## Produzione

### Sviluppo
Durante alcune discussioni tra l'attore Laurence Fishburne e i Marvel Studios riguardo a un potenziale ruolo di Fishburne nel Marvel Cinematic Universe  il presidente Louis D'Esposito ha mostrato all'attore il fumetto Moon Girl and the Devil Dinosaur.  Avendo letto il fumetto originale di Moon-Boy and Devil Dinosaur da bambino, Moon Girl suscitò l'interesse di Fishburne, il quale ne venne ispirato per creare un progetto, una serie animata basata sul duo.
Il 20 febbraio 2018, è stato dichiarato che la Marvel Animation e la Cinema Gypsy Productions stavano sviluppando una serie su Moon Girl and the Devil Dinosaur per Disney Channel Worldwide. Laurence Fishburne (interprete di Silver Surfer in Fantastici 4 e Silver Surfer e di Bill Foster in Ant-Man and the Wasp) e Helen Sugland sono stati annunciati come produttori esecutivi della serie.
Il 24 agosto 2019, durante il D23 Expo, Fishburne ha rivelato che la serie sarebbe stata rilasciata nel 2020 su Disney Channel, co-prodotta dalla Disney Television Animation, segnando la prima volta che Disney e Marvel lavoreranno insieme su un serie animata. Steve Loter è stato annunciato come produttore esecutivo della serie insieme a Fishburne e Sugland, mentre i co-produttori e story editor saranno Jeff Howard e Kate Kondell.
Fisburne ha affermato che "Disney Channel è la piattaforma perfetta per esplorare questa piccola supereroina afroamericana e [lui] non vede l'ora che il loro pubblico si goda le avventure spensierate di Lunella e Devil Dinosaur",  mentre Cort Lae, l'allora vicepresidente senior della Marvel Family and Entertainment, ha detto che "le avventure [di Moon Girl] con il gigantesco amico Devil Dinosaur, sono piene di tanta meraviglia e gioia, e questa storica partnership con Disney Television Animation e Cinema Gypsy Productions si è rivelata la formula giusta per portarli in televisione”.
Nel febbraio 2021, è stato riferito che Rodney Clouden sarebbe stato il produttore supervisore della serie, mentre la Pilar Flynn l'avrebbe prodotta.  A causa della chiusura degli studi della Disney Television Animation nel 2020 per la pandemia di COVID-19,  la maggior parte delle serie è stata prodotta in remoto.
Nel settembre 2021, è stato riferito che la serie "probabilmente coinvolgerà altre squadre di supereroi" e che sarebbe stata accompagnata da una serie di libri pubblicata nel febbraio 2022.
Nel luglio 2022, è stato annunciato che Raphael Saadiq sarebbe stato il produttore musicale esecutivo dello spettacolo e che la prima stagione sarebbe stata spostata nel 2023.

### Cast
Nel febbraio 2021, è stato riferito che White e Tatasciore avrebbero doppiato il duo titolare della serie, mentre Woodard, Williams, Zamata e Fowler che avrebbero rispettivamente fornito le voci dei nonni e dei genitori di Lunella / Moon Girl, mentre Barer quella della sua migliore amica, Casey.  È stato anche riferito che Fishburne avrebbe dato la voce ad Arcano. Ulteriori ruoli ricorrenti sono stati annunciati al San Diego Comic Con nel luglio 2022.